# Piscidia
Piscidia es un género de plantas con flores   perteneciente a la familia Fabaceae. Comprende 31 especies descritas y de estas, solo 7 aceptadas.

## Descripción
Son árboles o arbustos, inermes. Hojas imparipinnadas; con 5–27 folíolos, opuestos, estipelas ausentes; estípulas oblicuamente ovadas, semiorbiculares o reniformes, tempranamente caducas. Inflorescencias generalmente racemosas, a veces espigadas, axilares o laterales, brácteas en la base de los pedicelos, diminutas, ovadas, elípticas o lanceoladas, tempranamente caducas, bractéolas apareadas en la base del cáliz, ovadas, oblongas a lineares, caducas; cáliz campanulado con 5 lobos subiguales pequeños, el par vexilar a menudo connado; pétalos blancos con marcas rosadas a purpúreas, el estandarte pubescente o glabro por fuera; estambres 10, monadelfos pero con el filamento vexilar libre en la base o diadelfos con el filamento vexilar completamente libre. Frutos comprimidos, con 4 alas longitudinales, indehiscentes; semillas 1–10, reniformes, cafés a rojizas.

## Taxonomía
El género fue descrito por Carlos Linneo y publicado en Systema Naturae, Editio Decima 2: 1151, 1155, 1376. 1759. La especie tipo es: Dicrocaulon pearsonii N.E. Br. 
Etimología
Piscidia: nombre genérico  

## Especies aceptadas
A continuación se brinda un listado de las especies del género Piscidia aceptadas hasta mayo de 2015, ordenadas alfabéticamente. Para cada una se indica el nombre binomial seguido del autor, abreviado según las convenciones y usos.	
- Piscidia carthagenensis Jacq. - matapez de Colombia[4]
- Piscidia cubensis Urb.
- Piscidia ekmanii Rudd
- Piscidia grandifolia (Donn.Sm.) I.M.Johnst.
- Piscidia havanensis (Britton & Wilson) Urb. & Ekman
- Piscidia mollis Rose
- Piscidia piscipula (L.) Sarg.